# Петров, Алексей Васильевич (Герой Советского Союза)
Алексе́й Васи́льевич Петро́в (25 октября 1907, Краснодарский край — 25 января 1945, под г. Оборники, Польша) — командир 102-го гвардейского стрелкового полка 35-й гвардейской стрелковой Лозовской Краснознамённой орденов Суворова и Богдана Хмельницкого дивизии 4-го гвардейского стрелкового корпуса 8-й гвардейской армии 1-го Белорусского фронта, гвардии майор, Герой Советского Союза.

## Биография
Родился 25 октября 1907 года в крестьянской семье в станице Новомышастовская Темрюкского отдела Кубанской области (ныне Красноармейского района Краснодарского края). Русский.
В 1909 году семья Петровых переехала в Казахстан. После окончания 7 классов Алексей Петров работал электромонтёром.
С 1928 по 1934 год находился на военной службе, затем учился на рабфаке в городе Тюмени. После окончания учёбы вернулся в город Акмолинск, где работал инспектором облоно, преподавателем военного дела.
На фронтах Великой Отечественной войны с июля 1941 года. Участвовал в боях за Сталинград и освобождал Белоруссию, за участие в которых был награждён орденом Александра Невского и орденом Красного Знамени соответственно.
15 января 1945 года, в ходе Висло-Одерской операции, 102-й гвардейский полк под командованием А. В. Петрова в результате стремительной атаки, овладел сильным узлом сопротивления врага в деревне Бжоза. На следующий день полк гвардии майора Петрова разбил немцев в деревне Левашувка и, продолжая преследование разрозненных частей противника, 25 января 1945 года первым ворвался в Оборники — небольшой польский город, превращённый немцами в крупный опорный и оборонительный пункт. Встретив сильное сопротивление немецких частей, 102-й гвардейский стрелковый полк на протяжении восьми часов вёл ожесточённый бой, преодолевая тщательно укреплённую полосу оборонительных рубежей противника. Майор Петров под сильным ружейно-пулемётным и артиллерийским огнём руководил боем, находясь непосредственно в цепи наступающих. Выбив немцев из города и не давая противнику опомниться, полк майора Петрова первым форсировал реку Варту. Этот бой стал последним для командира 102-го гвардейского полка, гвардии майора Алексея Петрова, павшего смертью героя.
Указом Президиума Верховного Совета СССР от 24 марта 1945 года гвардии майору Петрову Алексею Васильевичу посмертно присвоено звание Героя Советского Союза с вручением ордена Ленина и медали «Золотая Звезда».

## Память
- Гвардии майор Петров был похоронен на центральной площади польского города Оборники.
- В Астане в его честь названа улица